# بخش کنور
بخش کنور (به انگلیسی: Kannur district) یک بخش در هند است که در کرالا واقع شده‌است. بخش کنور ۲٬۹۶۶ کیلومتر مربع مساحت دارد.